# Гобо (звукозапись)

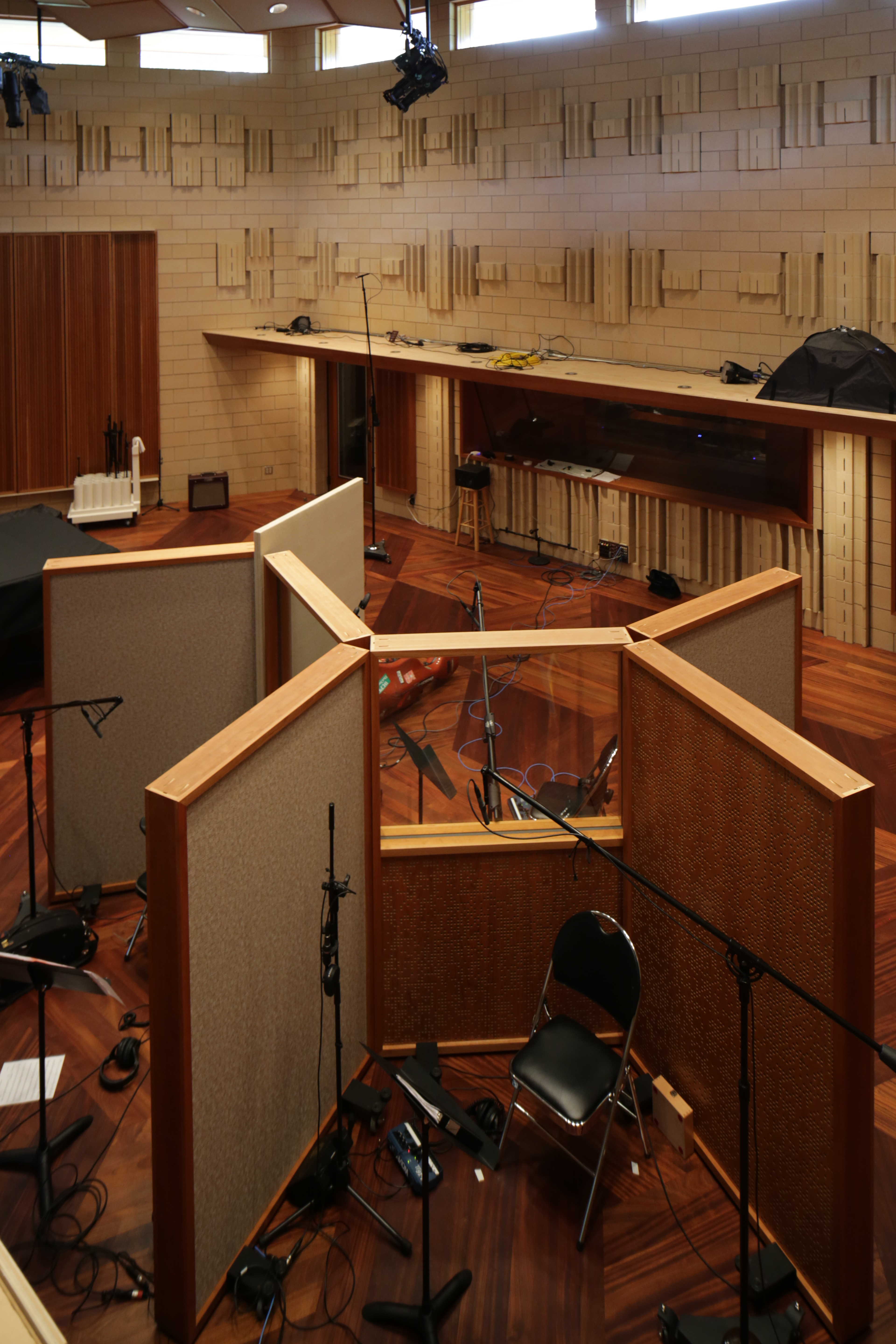
Панели гобо в студии звукозаписи

Гобо — термин звукозаписи, обозначающий подвижную панель звукоизоляции. При обычном использовании звукорежиссёр может поместить гобо между двумя музыкантами, чтобы увеличить изоляцию их микрофонов друг от друга.
Происхождение термина «гобо» неясно, но, скорее всего, это сокращение от «go-between».

## Использование
Гобо панели управляют акустическими свойствами помещения, поглощая и рассеивая звуковые волны. Использование включает обработку областей записи и микширования для устранения нежелательной реверберации или для разделения двух или более музыкантов, чтобы они могли играть близко друг к другу с помощью отдельных микрофонов. Панели гобо обычно изготавливаются для удобства переноски и хранения, что является преимуществом по сравнению с уже имеющимся звуковым оформлением помещения.

## Конструкция
Гобо обычно состоит из деревянной панели, покрытой пеной, ковровым покрытием или другими материалами, обладающими звукопоглощающими свойствами. Гобо может стоять прямо на полу или подниматься на регулируемых ножках.